# Влияние пандемии COVID-19 на кинематограф

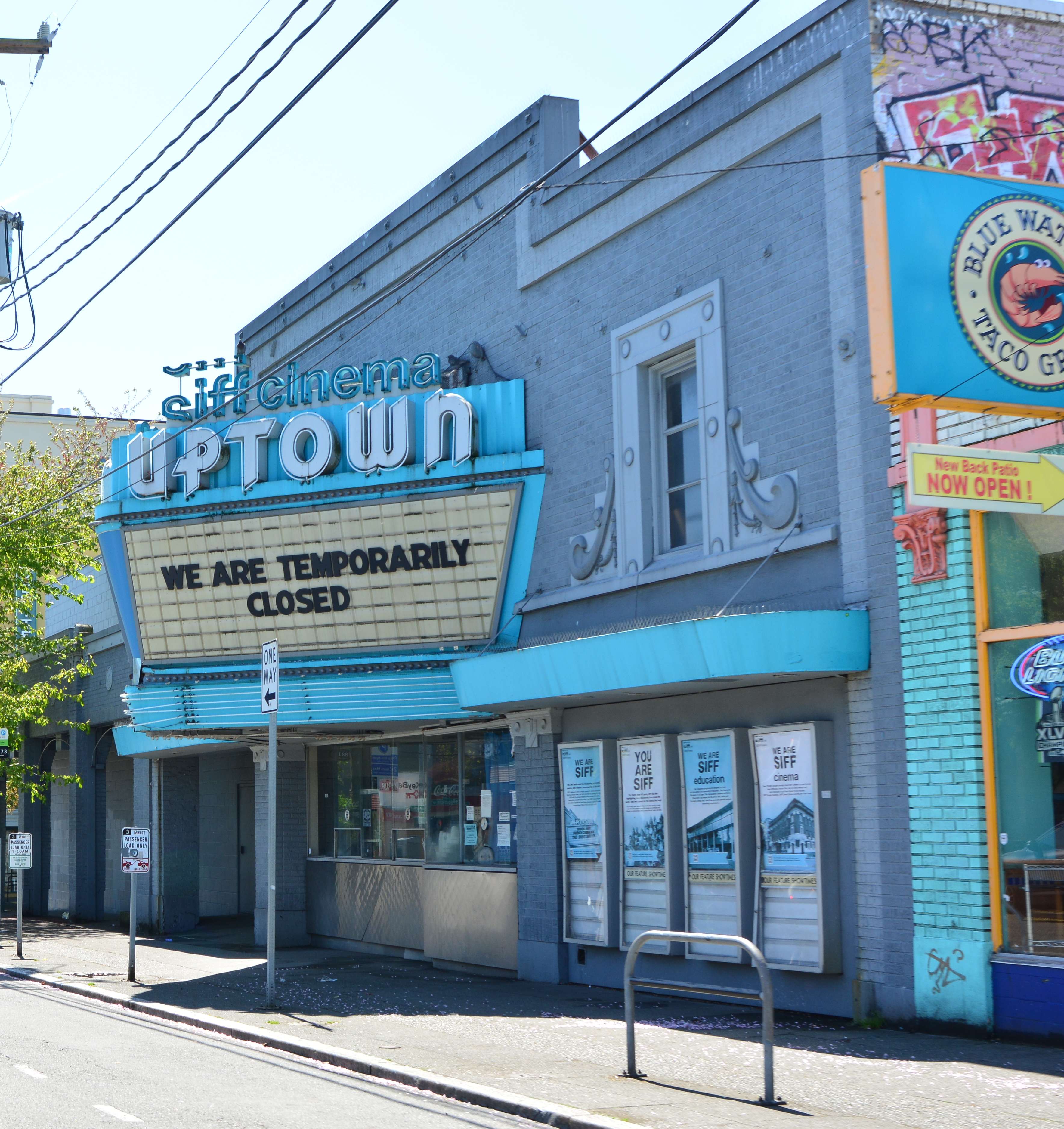
Кинотеатр в Сиэтле в 2020 году с надписью «Мы временно закрыты»

Пандемия COVID-19 оказала существенное влияние на киноиндустрию, как и на другие виды искусства. По всему миру, хотя и в разной степени, были закрыты кинотеатры, отменены или отложены кинофестивали, а выпуски фильмов перенесены на будущие даты или на неопределённый срок.
После закрытия кинотеатров доходы кинопроката в мире упали на миллиарды долларов, стало более популярным потоковое вещание, а количество выпускаемых фильмов сократилось. Так, китайская киноиндустрия потеряла 4 миллиарда долларов к апрелю 2020 года из-за закрытия всех своих кинотеатров в период китайского Нового Года, который поддерживал киноиндустрию во всей Азии. С 13 по 15 марта 2020 года в Северной Америке кассовые сборы за выходные оказались самыми низкими с 1998 года.

## Кассовые сборы
В начале марта 2020 года было предсказано, что мировые кассовые сборы снизятся на 5 миллиардов долларов США в результате пандемии.
В странах, охваченных пандемией, были закрыты или ограничены показы в кинотеатрах, что негативно сказалось на доходах от кинопроизводства. После начала пандемии в материковом Китае в январе 2020 года было закрыто 70 000 кинотеатров. В первые два месяца 2020 года кассовые сборы Китая сократились до 3,9 миллиона долларов по сравнению с 2,148 миллиарда долларов в первые два месяца 2019 года. Позже, в рамках борьбы с пандемией в Италии, 8 марта 2020 года итальянское правительство приказало закрыть все кинотеатры на месяц. До закрытия кассовые сборы в выходные 6-8 марта упали на 94 % по сравнению с аналогичным периодом прошлого года. Из-за роста числа заражений во Франции кинотеатры работают на половину мощности, оставляя половину мест свободными для увеличения физической дистанции между зрителями, этому примеру последовала несколько дней спустя ирландская и североирландская сеть кинотеатров Omniplex Cinemas. 12 марта Катар закрыл все кинотеатры, в США эта мера была принята 17 марта, в Малайзии и Таиланде 18 марта, в Великобритании 20 марта, Австралии и Новой Зеландии 22 марта, в Сингапуре 27 марта. После объявления чрезвычайного положения в Токио и шести других префектурах Японии 7 апреля было закрыто более 220 кинотеатров.
Процент кассовых потерь за январь-март 2020 года составляет: 70-75 % в Италии, 60 % в Южной Корее, 35 % в Гонконге, Филиппинах и Сингапуре и 30 % на Тайване. Кассовые сборы Лос-Анджелеса, ключевого кинорынка и опоры местной экономики, по прогнозам, упадут на 20 % в апреле 2020 года по сравнению с аналогичными показателями 2019 года; прогноз основан на чрезвычайном положении, объявленном в округе в начале марта 2020 года. Несмотря на чрезвычайное положение, так как отдельные залы кинотеатров вмещают не более 1000 человек, они были освобождены от запрета на массовые публичные собрания в Калифорнии. Представитель Национальной Ассоциации владельцев кинотеатров в Калифорнии и Неваде объявил, что кинотеатры останутся открытыми; исторически кинотеатры оставались открытыми и во время других подобных чрезвычайных ситуаций. Однако опрос американцев в первые выходные марта показал поддержку закрытия кинотеатров. 15 марта Deadline сообщил, что более 100 кинотеатров в США закрылись, некоторые из-за местных постановлений, а другие из-за невозможности держать их открытыми без спроса; 17 марта кинотеатры по всей территории Соединённых Штатов закрылись в связи с национальными ограничениями на общественные собрания. Однако кинотеатры драйв-ин, где клиенты останавливаются в собственных автомобилях, не были закрыты и быстро снова набрали популярность.
В первый мартовский уик-энд 2020 года кассовые сборы были значительно ниже, чем в аналогичный уик-энд в 2019 году. В первый мартовский уик-энд 2019 года состоялась премьера фильма «Капитан Марвел», который только за стартовый уик-энд заработал более 153 миллионов долларов США внутри страны, по сравнению с самым крупным фильмом уик-энда 2020 года «Вперёд», собравшим около 39 миллионов долларов США. В следующие выходные были зафиксированы самые низкие общие кассовые сборы в США начиная с 30 октября по 1 ноября 1998 года, причём процент падения был ниже, чем в выходные после событий 11 сентября 2001 года, и составил 55,3 миллиона долларов США. Мультфильм «Вперёд» показал худшие сборы среди всех фильмов Pixar, собрав 10,5 миллиона долларов, хотя это всё ещё был самый кассовый фильм уик-энда и единственный, который заработал более 10 миллионов долларов. 19 марта Walt Disney Studios и Universal Pictures объявили, что больше не станут сообщать о кассовых сборах. Поэтому Comscore объявила на следующий день, что она на неопределённый срок приостановит предоставление отчётов об оценках и графиках кассовых сборов.
26 марта, после того как в Китае распространение вируса упало до 0 %, кинотеатры начали вновь открываться; сообщалось об открытии 250—500 кинотеатров, но на следующий день власти снова закрыли все кинотеатры в стране.

## Планирование

### Награды
После широкого распространения коронавируса были проведены три церемонии награждения: 10-я премия Магритт 1 февраля, 45-я Церемония вручения наград премии «Сезар» 28 февраля и 43-я премия Японской киноакадемии 6 марта. Церемония вручения премии Японской киноакадемии прошла без каких-либо гостей или журналистов. Была отменена церемония в прямом эфире 14-й премии Seiyu Awards, запланированная на 7 марта в Токио, и вместо этого трансляция победителей произошла в интернет-радиопрограмме Nippon Cultural Broadcasting. 40-я премия «Золотая малина» изначально должна была состояться 14 марта, однако в конечном счёте была отменена. Победители церемонии были объявлены на YouTube-канале 16 марта.
Международная премия индийской киноакадемии, запланированная на 27 марта, была отменена, а церемония вручения премии итальянской киноакадемии «Давид ди Донателло» перенесена с 3 апреля на 8 мая. Церемония наград за заслуги Американского киноинститута в честь Джули Эндрюс была перенесена с апреля на лето. Platino Awards 2020 года также была отложена.
Премия «Оскар» и премия «Золотой глобус» изменили свои критерии отбора в 2021 году, поскольку обычно требуется, чтобы фильм был показан в кинотеатрах в течение минимального временного промежутка. Голливудская ассоциация иностранной прессы заявила, что фильмы, выпущенные нетеатральными средствами (например, цифровыми), будут иметь право на получение «настоящего кинотеатрального релиза» в Лос-Анджелесе после 15 марта (предельный срок будет определён позже). Премия «За лучший фильм на иностранном языке» также будет предлагать право на участие фильмам, первоначально запланированных для кинотеатрального выпуска в стране их происхождения в период с 15 марта на дату, которая будет определена позднее. 93-я премия «Оскар» аналогичным образом позволит допускать фильмы, выпущенные с помощью защищённого паролем или транзакционного видео по запросу, если они изначально планировались к кинотеатральному показу. Как только кинотеатры в достаточной степени возобновят свою работу, требование о том, чтобы фильм показывался по крайней мере в течение недели, будет восстановлено. Помимо Лос-Анджелеса, соответствующие показы будут также разрешены в одном из пяти других крупных городов США.
15 июня было объявлено, что премия «Оскар» будет перенесена на два месяца с 28 февраля на 25 апреля, так что дедлайн для участия в конкурсе также может быть продлён с 31 декабря 2020 года до 28 февраля. Премия Governors Awards и «Оскар» за научно-технические достижения были отложены на неопределённый срок. Британская академия кино и телевизионных искусств (BAFTA) впоследствии объявила, что последует примеру «Оскар» и перенесёт 74-ю премию Британской киноакадемии на апрель. 22 июня премия «Золотой Глобус» также была перенесена с начала января на 28 февраля 2021 года (занимая прежнюю дату вручения премии «Оскар»).

## Кинопроизводство
Кинопроизводство в крупных зонах вспышки (преимущественно в Китае, Южной Корее и Италии) изменило свои графики, изменило местоположение или полностью прекратило свою работу. Sony Pictures закрыла свои офисы в Лондоне, Париже и Польше после того как выяснилось, что сотрудник заразился вирусом. Гильдия сценаристов США и SAG-AFTRA отменили все личные встречи. Студия Hengdian World Studios в Дунъяне, Китай, закрылась на неопределённый срок. Филиппинские киностудии Star Cinema, Regal Entertainment и Cinema One Originals также приостановили съёмки своих фильмов, начиная с 15 марта, в тот же день, когда был введён карантин в метро Манилы и Каинты, Ризал.
Несколько китайских и гонконгских фильмов приостановили производство, в том числе «Цветы», предстоящий фильм режиссёра Вонга Кар-Вая, съёмки которого должны были пройти в Шанхае; новый фильм Цзя Чжанкэ, начало съёмок которого планировалось в Китае на апрель, был отложен по крайней мере до следующей весны, причём Чжанкэ сказал, что он может даже переписать сценарий; и «Полярное спасение», фильм Донни Йена, съёмки которого были отложены до конца года.
Одним из первых крупных фильмов, съёмки которого были приостановлены стала «Миссия невыполнима 7». Съёмки фильма проходили в Венеции и съёмочная группа была отправлена домой, декорации пришлось оставить. После того, как актёр Том Хэнкс заразился коронавирусом, съёмки биографического фильма про Элвиса Пресли, в котором он снимался в Квинсленде, были остановлены, а все участники производства были помещены в карантин. Производственная компания Warner Bros. начала работать с австралийскими службами общественного здравоохранения, чтобы выявить других людей, которые могли контактировать с Хэнксом и его женой Ритой Уилсон, которые выступали на площадках, включая Сиднейский оперный театр, незадолго до того, как оба теста оказались положительными. Фильм Marvel Studios «Шан-Чи и легенда десяти колец», который также снимался в Австралии, был временно приостановлен 12 марта 2020 года из-за самоизоляции режиссёра Дестина Дэниела Креттона в ожидании результатов теста на коронавирус, который оказался отрицательным.

## Отмена или перенос кинопремьер

### Кинопремьеры
22 января 2020 года был отменён показ в кинотеатрах китайского блокбастера «Затерянные в России»; фильм был отправлен на стриминговые платформы. Его сделали доступным для бесплатного просмотра, чтобы побудить людей смотреть его и оставаться дома. На следующий день все кинотеатры в Китае были закрыты. 31 января в сети также состоялась премьера фильма «Выход жирного дракона». «Затерянные в России» транслировался на 180 миллионах аккаунтов в первые три дня после его выхода. Самым кассовым фильмом Китая (и самым кассовым фильмом не на английском языке за всё время) был фильм 2017 года «Война волков 2», на который было продано, в общей сложности, более 160 миллионов билетов по всему миру. В начале февраля показ американских фильмов, премьера которых должна была состояться в Китае в феврале и марте, был официально отменён. Китайские медиа-компании начали выкладывать больше фильмов бесплатно в онлайн до января. Азиатские рынки также ощутили, что китайские и гонконгские кинопрокатчики отменили экспорт в течение Китайского Нового года, в том числе для фильмов «Авангард», «Детектив из Чайнатауна 3», «Спасатели» и «Легенда об обожествлении». Тайваньский фильм «Ты любишь меня так, как я люблю тебя?» был перенесён на апрель. Кинотеатры в азиатских странах без ограничений посещаемости усиливают гигиенические меры, а представитель одной сети говорит, что они добавили больше дозаторов дезинфицирующих средств, проводили проверки температуры у персонала и кинозрителей, чаще убирали помещения и показывали предупреждения о здоровье населения на киноэкранах. Праздник китайского Нового года — это обычно хорошее время для выпуска фильмов по всей Азии, но не в 2020 году, когда вспышка заболевания начала быстро распространяться в течение этого периода времени.
В начале марта фильм о Джеймсе Бонде «Не время умирать», премьера которого должна была состояться в марте 2020 года, а широкий прокат — в апреле 2020 года, был перенесён на ноябрь. Это был первый фильм, изменивший дату премьеры за пределами Китая из-за вспышки коронавируса, что открыло дискуссии о драматических последствиях для киноэкономики: многие другие постановки изменили даты премьер в то же время, что и 25-й фильм о Бонде, а его новая ноябрьская дата находится под вопросом, что, в свою очередь, привело к низким кассовым сборам в марте-апреле и неуверенным сборам в ноябре. Однако, как сообщается, отсрочка может привести к большей рекламе фильма, а также занять привычный ноябрьский слот выпуска последних двух фильмов о Бонде. К тому же было также высказано предположение, что другие громкие фильмы последуют за ним и отложат дату премьеры, создавая аналогичный эффект. Вскоре у нескольких других фильмов были отложены релизы по всему миру: широко рекламируемый польский фильм-слэшер «Никто сегодня не спит в лесу» был перенесён с 13 марта на неопределённый срок, когда ситуация разрешится, а политический документальный фильм «Slay the Dragon» был перенесён с 13 марта на 3 апреля.
Первоначально планировалось, что фильм «Кролик Питер 2» выйдет в Великобритании и США в конце марта и начале апреля соответственно, но из-за неопределённости в связи со вспышкой болезни фильм был перенесён на начало августа, а затем снова перенесён на 15 января 2021 года. Sony Pictures, продюсерская компания фильма, заявила, что изменения на международном уровне были вызваны опасениями из-за коронавируса, а американский релиз был перенесён синхронно из-за беспокойства о пиратских копиях и потому, что конкурирующий детский фильм DreamWorks/Universal «Тролли. Мировой тур» перенёс дату своего выхода на более раннюю, в этот же уикенд, изначально планировалось выпустить на экраны и «Кролика Питера 2».
Другие крупные фильмы отложили выпуски в некоторых странах. Фильм Disney/Pixar «Вперёд», вышедший в первые мартовские выходные, не был показан в районах, наиболее пострадавших от вспышки коронавируса; в то время как кинотеатры были закрыты в Китае, его также предпочли не выпускать в Южной Корее, Италии и Японии. Другие релизы марта 2020 года, такие как «Тихое место 2» и «Мулан», также были отложены в пострадавших районах. Это вызвало беспокойство о том, что, если мартовские премьеры фильмов окажутся неудачными, блокбастеры, намеченные к выпуску в мае (в частности, «Чёрная вдова» Disney/Marvel и «Форсаж 9» Universal), перенесут свои даты на более поздние.
12 марта 2020 года было объявлено, что мировая премьера «Тихого места 2» будет отложена, основываясь на широко распространённых мерах предосторожности и запретах на массовые собрания, и она была перенесена на 4 сентября 2020 года как раз к выходным Дня труда. В тот же день показ индийского фильма «Сурьяванши», который первоначально планировался к выходу 24 марта, был отложен на неопределённый срок, а выход «Форсажа 9» был перенесен на 2 апреля 2021 года. Лондонская премьера «Мулан» 12 марта прошла без красной ковровой дорожки, а 13 марта было объявлено, что широкий релиз фильма будет отложен, и был перенесён на 24 июля 2020 года, заменив дату выхода ещё одного диснеевского фильма «Круиз по джунглям», и ещё раз был отложен на четыре недели до 21 августа 2020 года; Дисней также отложил выпуски «Оленьих рогов» и «Новых мутантов», но не «Чёрной вдовы». Предполагается, что это произошло потому, что другие фильмы являются самостоятельными, в то время как перенос «Чёрной вдовы» затруднителен, так как это первый фильм четвёртой фазы кинематографической вселенной Marvel — это повлияло бы на развитие и распространение всей будущей кинематографической вселенной Marvel и Marvel Disney+. Также Disney отложила и другие свои майские релизы, «Историю Дэвида Копперфилда» и «Женщину в окне». Хотя ранее предполагалось, что «Чёрная вдова» сможет занять ноябрьскую дату выхода Marvel, запланированную для «Вечных». 3 апреля 2020 года «Чёрная вдова» была перенесена на 6 ноября 2020 года, заняв дату выхода вышеупомянутого фильма «Вечные». Три месяца спустя, 9 июля 2020 года, Disney объявила, что у фильма Antlers не будет театрального релиза, и установила выпуск на «Видео по запросу» на 25 июля 2020 года.
Warner Bros. последовала за Disney, объявив о переносе остальной части списка предстоящих релизов на 24 марта; «Чудо-женщина: 1984» была перенесена на 14 августа 2020 года, а затем — на 2 октября 2020 года вместе со «Скуби-Ду», «На высоте» и «Злое». Это привело к тому, что «Скуби-Ду», не имея кинотеатрального релиза в Северной Америке, вышел прямо на VOD платформах, в то время как «На высоте» перенесён на новую дату выхода 18 июня 2021 года. До этого, 19 марта, Universal и Illumination объявили, что «Миньоны: Грювитация» были сняты с предполагаемой даты выхода 3 июля 2020 года, не только из-за пандемии, но и из-за временного закрытия своей французской анимационной студии Illumination Mac Guff в ответ на пандемию, что могло бы привести к недоработке анимации фильма к нужному сроку. 1 апреля 2020 года фильм был перенесён на 2 июля 2021 года, заняв запланированную дату выхода мультфильма «Зверопой 2», через год после его первоначальной даты. В августе 2020 года Disney объявила, что «Мулан» в Северной Америке в прокат не выйдет и вместо этого фильм будет доступен на Disney+. Фильм был показан в кинотеатрах в некоторых странах, включая Китай. 23 сентября Disney перенесла «Чёрную вдову» на 7 мая 2021 года, «Смерть на Ниле» — на 18 декабря 2020 года, а «Вестсайдскую историю» — на 10 декабря 2021 года. В результате «Вечные» были отложены до 5 ноября 2021 года, чтобы сохранить хронологию КВМ.
«Довод» станет первым фильмом-блокбастером, который будет показан в кинотеатрах с 26 августа 2020 года. 3 сентября 2020 года «Довод» был выпущен в некоторых городах США. К 6 сентября 2020 года его кассовые сборы достигли 150 миллионов долларов, в том числе в США — скромные 20 миллионов долларов.

### Ранние релизы фильмов
Первоначально планировалось, что фильм 2019 года «Холодное сердце 2» выйдет на Disney+ 26 июня 2020 года, но затем его перенесли на 15 марта. 16 марта 2020 года Universal объявила, что «Человек-невидимка», «Охота» и «Эмма» — фильмы, которые все ещё транслировались в кинотеатрах в то время — будут доступны в виде премиум-видео по запросу уже 20 марта по рекомендованной цене US$19.99 каждый.
Компания Warner Bros. Pictures в декабре 2020 года объявила, что будет выпускать свои будущие фильмы одновременно в кинотеатрах и на своём стриминговом сервисе HBO Max в течение одного месяца.

## Влияние на популярность фильмов
Одним из самых популярных фильмов на стриминг-сервисах стал фильм 2011 года «Заражение», сюжет которого описывает пандемию, похожую на реально случившуюся. Фильм поднялся с 270-го места по количеству просмотров (среди всех фильмов студии Warner Bros.) в декабре 2019 года до 2-го в 2020 году (к марту) и вошёл в топ 10 в магазине фильмов iTunes.